# G1 em 1 Minuto
g1 em 1 Minuto é um boletim jornalístico exibido pela TV Globo em conjunto com o portal de notícias da emissora, o g1, cuja estreia ocorreu em 20 de abril de 2015.

## Produção
Em 2015, a direção de jornalismo passou a desenvolver um novo formato de boletins diários para substituir o Globo Notícia, que era considerado muito formal e pouco atrativo. O novo boletim, intitulado g1 em um Minuto passou a vigorar a partir de 20 de abril com um formato mais informal, onde Cauê Fabiano e Mari Palma – jornalistas com menos de 25 anos e recém-contratados pela emissora – não precisavam utilizar linguagem formal ou roupas sociais, podendo se comunicar com o público mais jovem de forma clara e utilizar roupas do dia-a-dia, como com personagens de quadrinhos. Mari ficou responsável pelos dois boletins matutinos, exibidos nos programas Bem Estar e Encontro com Patrícia Poeta (a época, com Fátima Bernardes), enquanto Cauê ficou responsável pelos dois vespertinos, nos intervalos da Sessão da Tarde e do Vale a Pena Ver de Novo. Em 2019, Mari deixou o boletim ao ser integrada como repórter do Mais Você e Cauê foi transferido para as manhãs, deixando as tardes nas mãos de Luíza Tenente, sobrinha de William Bonner, mas em agosto, ele também deixou o boletim, sendo substituído por Carol Prado.

## Formato
Exibido a partir da redação do g1 em São Paulo, o programa consiste em quatro boletins diários ao vivo com "pílulas" de notícias sobre o Brasil e o Mundo extraídas do g1, portal de notícias da TV Globo, apresentadas durante a manhã dentro dos programas Mais Você e Encontro com Patrícia Poeta e a tarde, nos intervalos da Sessão da Tarde e Vale a Pena Ver de Novo.

## Apresentação
Fixos
- Cauê Fabiano (2015–19)
- Mari Palma (2015–19)
- Carol Prado (2019–presente)
- Luíza Tenente (2019–presente)

Eventuais
- Paula Paiva Paulo (2016–presente)
- Luíza Tenente (2016–19)
- Carol Prado (2019)
- Gabi Gonçalves (2020–presente)
- Gessyca Rocha (2022–presente)

## Versões locais
| Cidade              | Emissora | Estreia |
| ------------------- | --- | --- |
| Salvador            | TV Bahia | Em 31 de março de 2021, a emissora estreou o G1 em 1 Minuto Bahia, com a apresentação de Gabriel Gonçalves e Itana Alencar. Atualmente, o boletim é apresentado por Malu Vieira, com apresentação eventual de Jade Coelho, Maiana Belo e Valma Silva.                                                                        |
| Fortaleza           | TV Verdes Mares | Em 2 de setembro de 2019, a emissora passou a adotar o G1 em 1 Minuto Ceará. |
| Goiânia             | TV Anhanguera Goiânia | A TV Anhanguera passou a adotar a versão local do G1 em 1 Minuto em 2016. |
| São Luís            | TV Mirante São Luís | Em 9 de março de 2020, a emissora passou a adotar o G1 em 1 Minuto Maranhão com apresentação de Lucas Vieira (manhã) e Rafael Cardoso (tarde) |
| Belém               | TV Liberal Belém | Em 23 de abril de 2018, a TV Liberal Belém adotou o G1 em 1 Minuto Pará. |
| João Pessoa         | TV Cabo Branco | Em 8 de agosto de 2018, a Rede Paraíba de Comunicação estreou o G1 em 1 Minuto Paraíba na TV Cabo Branco e na TV Paraíba, com duas entradas nos intervalos da tarde. Foi apresentado por Dani Fechine, Diogo Almeida e Krys Carneiro, até 2022, quando passou a ser apresentado por Diogo Almeida, Iara Alves e Luana Silva. |
| Campina Grande      | TV Paraíba | Em 8 de agosto de 2018, a Rede Paraíba de Comunicação estreou o G1 em 1 Minuto Paraíba na TV Cabo Branco e na TV Paraíba, com duas entradas nos intervalos da tarde. Foi apresentado por Dani Fechine, Diogo Almeida e Krys Carneiro, até 2022, quando passou a ser apresentado por Diogo Almeida, Iara Alves e Luana Silva. |
| Caruaru             | TV Asa Branca | Em 13 de maio de 2019 , a TV Asa Branca passa a exibir a edição do G1 em 1 Minuto Caruaru, com a apresentação de Joalline Nascimento e Hayalle Guimarães |
| Curitiba            | RPC Curitiba | A RPC passou a exibir em 2015, o RPC Notícias. Em 19 de março, a edição do G1 em 1 Minuto Paraná estreou com a apresentação de Letícia Paris. Mais tarde, o boletim ganhou as versões Norte e Noroeste, Oeste e Sudoeste e Campos Gerais e Sul.                                                                              |
| São José dos Campos | TV Vanguarda | Em 27 de junho de 2023, a TV Vanguarda lançou sua versão do G1 em 1 Minuto. Sob apresentação de Mayara Silva. |
| Rio de Janeiro      | TV Globo Rio de Janeiro | Em fevereiro de 2023, a TV Globo Rio de Janeiro estreou sua própria versão do G1 em 1 Minuto. Sob apresentação de Henrique Coelho. |
| Resende             | TV Rio Sul | Desde 2016, a TV Rio Sul exibe a versão local para o interior sul do estado do Rio de Janeiro com notícias do G1 e do Globoesporte.com. |
| Cabo Frio           | InterTV Alto Litoral | Em 19 de fevereiro de 2018, a InterTV Alto Litoral adquiriu sua versão trazendo as principais informações do interior norte do estado do Rio de Janeiro. |
| Santos              | TV Tribuna | A TV Tribuna passou a ter uma versão local do boletim em 14 de março de 2016, apresentada por Alexandre Lopes. |
| Outras praças       | Outras afiliadas passaram a adotar a mesma fórmula do G1 em 1 Minuto nos seus boletins informativos, que por sua vez são baseados no Radar e no extinto Globo Notícia. | Outras afiliadas passaram a adotar a mesma fórmula do G1 em 1 Minuto nos seus boletins informativos, que por sua vez são baseados no Radar e no extinto Globo Notícia. |